# Kyboasca kiritshenkoi
Kyboasca kiritshenkoi är en insektsart som först beskrevs av Aleksey A. Zachvatkin 1947.  Kyboasca kiritshenkoi ingår i släktet Kyboasca och familjen dvärgstritar. Inga underarter finns listade i Catalogue of Life.